# 加藤嘉明
加藤 嘉明（かとう よしあきら / よしあき）は、安土桃山時代から江戸時代にかけての武将、大名。豊臣秀吉の子飼衆で、賤ヶ岳の七本槍の1人。伊予松山藩および陸奥会津藩初代藩主。
通称は孫六、後に官位と同じ左馬助と改める。諱の嘉明も後の名乗りで、初めは茂勝（繁勝）と名乗っていた。

## 生涯

### 秀吉時代

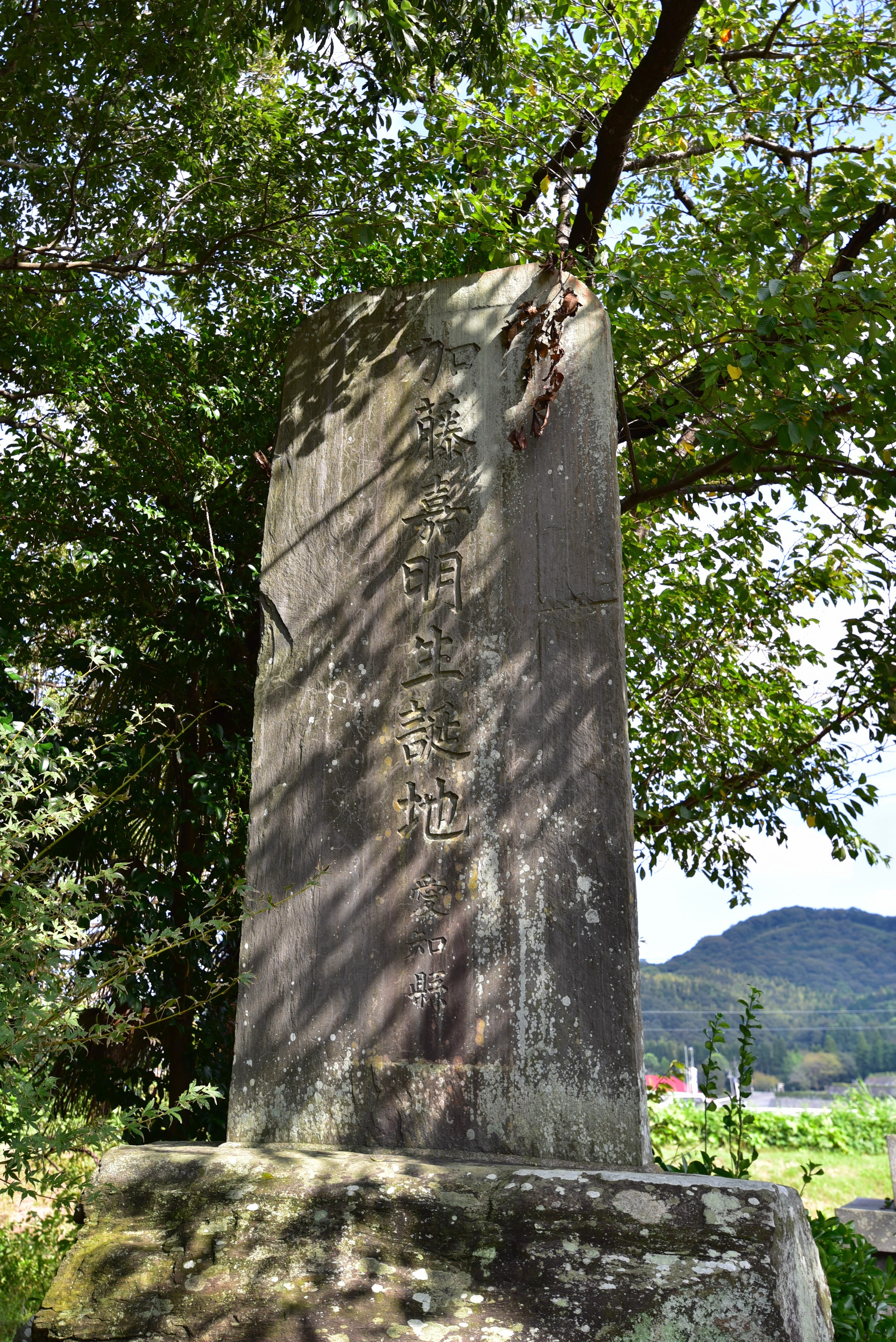
上永良町神明社にある加藤嘉明生誕地碑（愛知県西尾市）

永禄6年（1563年）、三河国幡豆郡永良郷（現：愛知県西尾市）で、松平元康の家臣であった加藤教明（岸三之丞教明）の長男として生まれた。生まれた年の三河一向一揆で、父が一向一揆勢に組して元康に背き、敗れて流浪の身となったため、生後まもない嘉明もつれられて放浪した。
流転の後に近江国に至り、父は長浜城主・羽柴秀吉に仕えて300石を食み、矢嶋郷に住んだ。嘉明は馬の行商を手伝っていたが、幼少ながら優れた資質があるということで加藤景泰（加藤光泰の父）に見出され、秀吉に推挙された。秀吉はこれを景泰の猶子として、これを機に加藤姓を名乗るようになったとも言う。
秀吉は、嘉明を養子羽柴秀勝の小姓として仕えさせた。ところが、天正4年（1576年）の播磨攻めにおいて、嘉明は秀勝に無断で従軍した。これが秀勝の養母である秀吉夫人・おねの方に発覚し、初陣前の主君を差し置いて小姓が初陣を遂げようとするとは何事かと激怒される。おねの方は嘉明は「無頼の者」であるとして即刻放逐するように訴えたが、秀吉は嘉明の意欲を逆に評価して、陣中に留め置いただけでなく、300石の扶持を与えて直臣とすることにした。
天正6年（1578年）3月、秀吉軍に従って三木城攻囲に参加して初陣を飾り、4月の備中須久毛山の戦いでは、15歳にして初めて2つの首級を挙げた。（三木合戦）　
天正10年（1582年）、本能寺の変で織田信長が斃れると、中国大返しで戻った秀吉の軍に、6月13日、山崎の戦いの直前に嘉明も加わった。この功により山城国菱田村に300石の加増となった。さらに、織田家重臣の柴田勝家との間で行われた賤ヶ岳の戦いでは、福島正則、加藤清正、脇坂安治らと共に活躍。戦功をあげて一気に禄3,000石を与えられ、賤ヶ岳の七本槍の一人に数えられた。
天正12年（1584年）、小牧・長久手の戦いと雑賀攻めに従軍。天正13年（1585年）3月、秀吉が関白になった際に、嘉明も従五位下・左馬助（さまのすけ）を拝領し、以後は左馬助と称した。同年6月の四国攻め（四国平定）では小早川隆景の与力となり、伊予国の平定に参加。天正14年（1586年）11月2日、その行賞で、嘉明は淡路国の津名・三原郡1万5,000石に封じられて大名となり、志知城（志智城）主となった。
天正15年（1587年）の九州征伐や天正18年（1590年）の小田原征伐などでは、淡路水軍を率いて参加。前者では海路から薩摩に入って川内川で渡河を支援し、後者でも海路から下田城を襲撃して包囲攻略するという功を挙げた。
文禄元年（1592年）、文禄の役では1,000名を率いて朝鮮に出征し、嘉明は船大将・九鬼嘉隆に次ぐ副将格として淡路水軍を率いて転戦。数多くの海戦を交え、李舜臣指揮の朝鮮水軍とも度々戦った。7月、安骨浦海戦で亀甲船らしきものと初めて遭遇したのも嘉隆と嘉明の両将で、同時期にあった閑山島海戦で脇坂安治が敗れたのに対して、嘉明らは敵を撃退し、これを秀吉に賞されて感状を受けている。
文禄3年（1594年）1月、小西行長と明の沈惟敬との講和交渉が始まり、嘉明ら諸将の一部は一時帰国した。2月、軍功により淡路国内に1,700石増封された。翌年7月には伊予国正木（愛媛県松前町）で増封され、併せて6万石となった。また別に蔵入地4万石の管理も命じられた。このため志知城を引き払い、伊予正木城に移った。嘉明は家臣・足立重信に命じ、伊予川（彼に因んで重信川と呼ばれるようになる）の河川改修をさせ、城の城下町も拡張させた。
講和交渉は決裂し、慶長2年（1597年）3月、嘉明も再び出征し、慶長の役においては6番隊に属して1,600名（主に水軍）を率いた。同年7月、元均率いる朝鮮水軍を壊滅させた漆川梁海戦に参加して大戦果を挙げたが、領地も隣りで功を争っていた藤堂高虎には及ばず、以後は益々不仲となった。8月、金州に進んで南原城を落とし、蔚山城の戦いでは明・朝鮮軍の包囲で加藤清正が蔚山城（倭城）に篭城して食糧の欠乏に苦しんだが、慶長3年（1598年）1月、嘉明も救援した軍の一員で、陸戦も行った。この春、秀吉に献上するための虎を狩って送り、礼状を受けている。日本軍は戦勝していたものの士気は上がらず、4月、明の大軍が接近すると聞いた小西行長ら諸将は順天城より撤退することを主張したが、嘉明が1人これに強く反対し、秀吉の裁可を仰ぐことになった。秀吉は嘉明を激賞して行長を叱責し、5月、嘉明に3万7,000石を加増して10万石取りの大名としただけでなく、朱印状の文面で領地の都合が付けばさらに国主大名に取り立てるつもりだと約束していたが、その8月に秀吉が死去したため、これは果たされなかった。その後、徳川家康・前田利家ら大老の協議により撤収と決まって嘉明らも帰国した。

### 関ヶ原の戦い以後

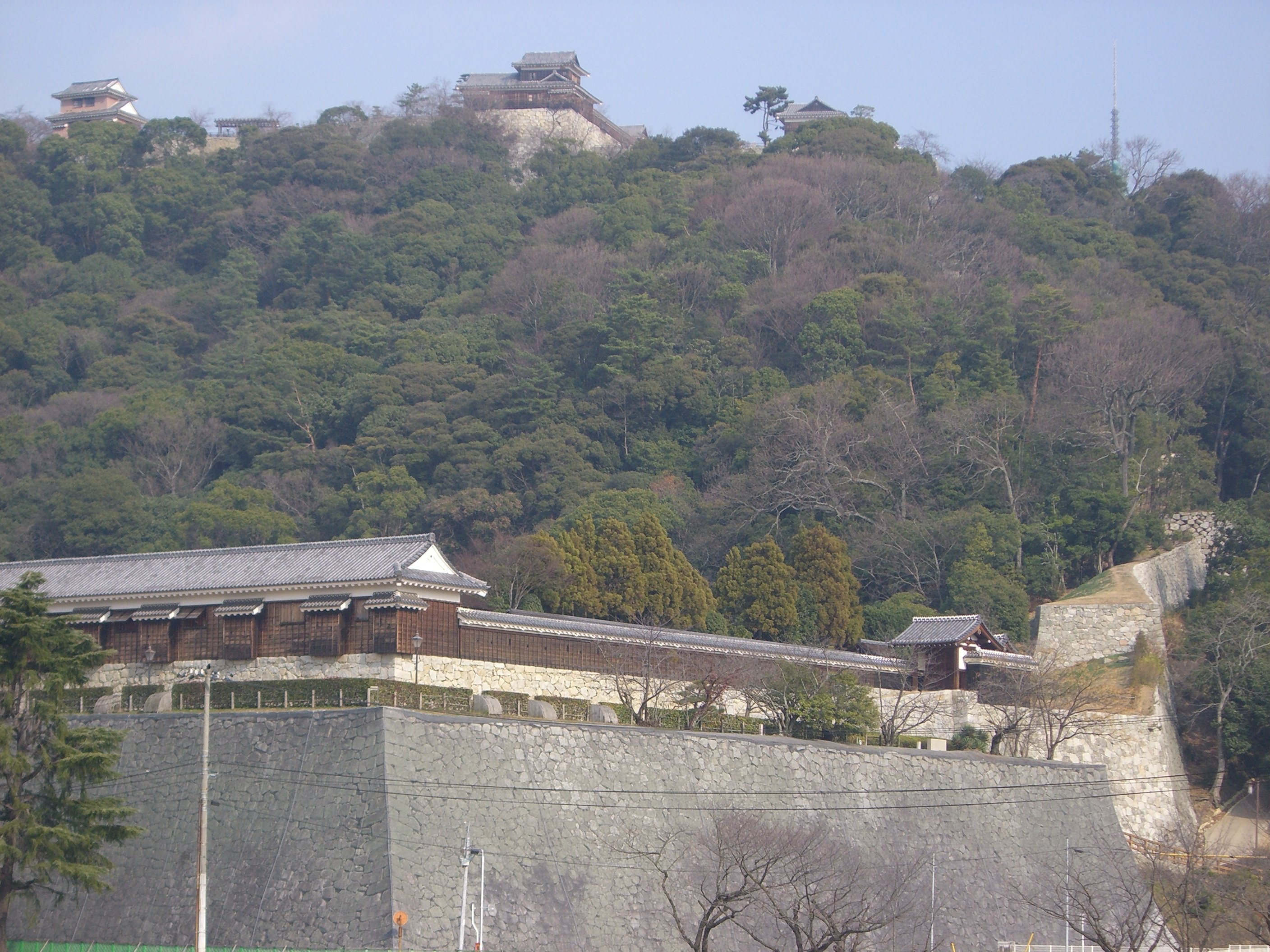
松山城（麓に二之丸（史跡庭園）、山頂に本丸、その間を結ぶ「登り石垣」（右側））

秀吉亡き後、豊臣政権では嘉明を含む武断派と五奉行の石田三成ら文治派が対立。慶長4年（1599年）、両派の調停役だった前田利家が死去し、加藤清正、福島正則、黒田長政、細川忠興、浅野幸長、池田輝政、加藤嘉明ら7将は、三成殺害を企てた事件を起こして、三成を佐和山城蟄居へと追いやった。
武断派は筆頭大老・徳川家康に従っていたので、慶長5年（1600年）、家康が会津の上杉景勝の謀反を主張して討伐を命じると、嘉明もこれに先鋒衆として従軍した。この間に三成らが挙兵。引き返してきた東軍（徳川方）は、まず美濃国の岐阜城に殺到し、嘉明は大手七曲口より攻め、福島正則らと共にこれを落とした。（岐阜城の戦い）　また嘉明は大垣城攻めにも参加している。関ヶ原の戦い本戦でも、石田三成の本隊と戦って武功を挙げた。
他方、留守中の伊予正木では、毛利輝元の家臣・宍戸善左衛門（河野通軌と同一人物説あり）および浪人・村上武吉、村上掃部、能島内匠、曽根兵庫ら諸将が兵2,500を率いて侵攻してきたが、嘉明の老臣・佃十成が兵200で三津で夜襲して撃破し、掃部・内匠・兵庫らを斬った。（三津浜夜襲）　さらに河野氏残党の平岡善兵衛の立て籠もった久米如来寺を攻略。蜂起した一揆勢の鎮圧には手こずったものの、関ヶ原の東軍勝利の知らせが届くと、毛利勢は撤退。一揆勢もほどなく鎮圧された。（伊予方面）
戦後、その功績により10万石の加増となった。嘉明と高虎は共に伊予で20万石の大名となって並び立ち、領地も接して領域の確定し難い山間部があった。嘉明は足立重信に石手川の河川改修を命じて流れを変えてこれを重信川に合流させ、大きな地歩を得ると、慶長6年（1601年）、家康に勝山城（後の松山城）建築の許可を得て、翌年より嘉明は築城を開始し、城下町の整備も始めた。
慶長8年（1603年）、嘉明は本拠地を正木から勝山に移し、これを機に地名を松山と改名した。
慶長11年（1606年）から同14年（1609年）にかけて、江戸城修築、駿府城修築、篠山城築城、名古屋城造営など相次ぐ工事に諸将と共に従事した。
慶長19年（1614年）の大坂冬の陣では、豊臣恩顧の大名であったため嘉明は江戸城留守居となり、嫡男・加藤明成が代って出陣した。
慶長19年（1614年）10月頃、吉明から嘉明へ改名したとされる。
一方、慶長20年（1615年）の大坂夏の陣では嘉明が出陣し、江戸幕府2代将軍・徳川秀忠の軍に従い、黒田長政と共に秀忠軍左翼に陣をしいて武功を挙げたが、この戦いの結果、豊臣氏は滅んだ。
元和5年（1619年）、福島正則が除封改易となったので、嘉明は正則の身柄を預かると共に、広島城の接収役も務めた。元和8年（1622年）には、徳川家世子の家光の鎧着初で、介添役を務める名誉を受けた。翌年、家光が3代将軍となると、従四位下に叙された。寛永3年（1626年）には侍従に任じられた。同年、後水尾天皇の二条城行幸において警護役も務めた。
寛永4年（1627年）、会津の蒲生忠郷が嫡子なく亡くなったことで蒲生氏が減封となって伊予松山藩へ転じ、入れ替わりで嘉明が会津藩へ移封され、同時に43万5500石に加増され、本拠を若松城に移した。もともと家光は、要衝の会津に藤堂高虎を封じるつもりであったが、高虎が固辞して嘉明を推薦した。高虎と嘉明は日頃から不和であったが、高虎はそれは私事であり国事として嘉明が適任者であるとして推挙したという話を聞いて、両者はついに和解し、以後は水魚の交わりの如くなったという。なお、三男・加藤明利は三春3万石を賜り、女婿・松下重綱も二本松に配されて、嘉明の与力とされた。
寛永8年（1631年）、病を発し、9月12日に江戸の桜田第で死去した。享年69。法名は松苑院殿拾遺釈道誉大禅定門。麻布の善福寺で荼毘に付され、後に遺骨は東本願寺大谷祖廟に葬られた。法名も正保4年（1647年）に東本願寺法主・琢如によって三明院道誉宣興と改名されている。
大正6年（1917年）11月17日、大正天皇が特旨をもって嘉明に従三位を追贈した。

### 子孫
嘉明の死後、家督は嫡男の明成が継いだが、明成が暗愚なために家老・堀主水ら一党が出奔してそれを追討するという事件が起こって、私闘を禁じた江戸幕府の介入を招き、減封ののち嗣子を立てて家名存続との裁定となった。しかし明成が、正室をはばかって子はないと頑固に主張したため改易され、庶子の明友が近江水口藩2万石に封じられることで名跡が保たれた。
ただし明友の曽孫明経には男子がおらず（明経の養嗣子明熙は青木重正の孫）、明熙以降現代までの歴代当主は嘉明の血を引いていない。女系では明成の娘が嫁いだ摂津国尼崎藩主青山氏（幸成系、のちに信濃国飯山藩→丹後国宮津藩→美濃国郡上藩に転封）と、江戸時代中期に宮津藩から忠高が養嗣子に入った宗家の丹波国篠山藩主青山氏は現代まで嘉明の血統を伝えている。

## 人物・逸話

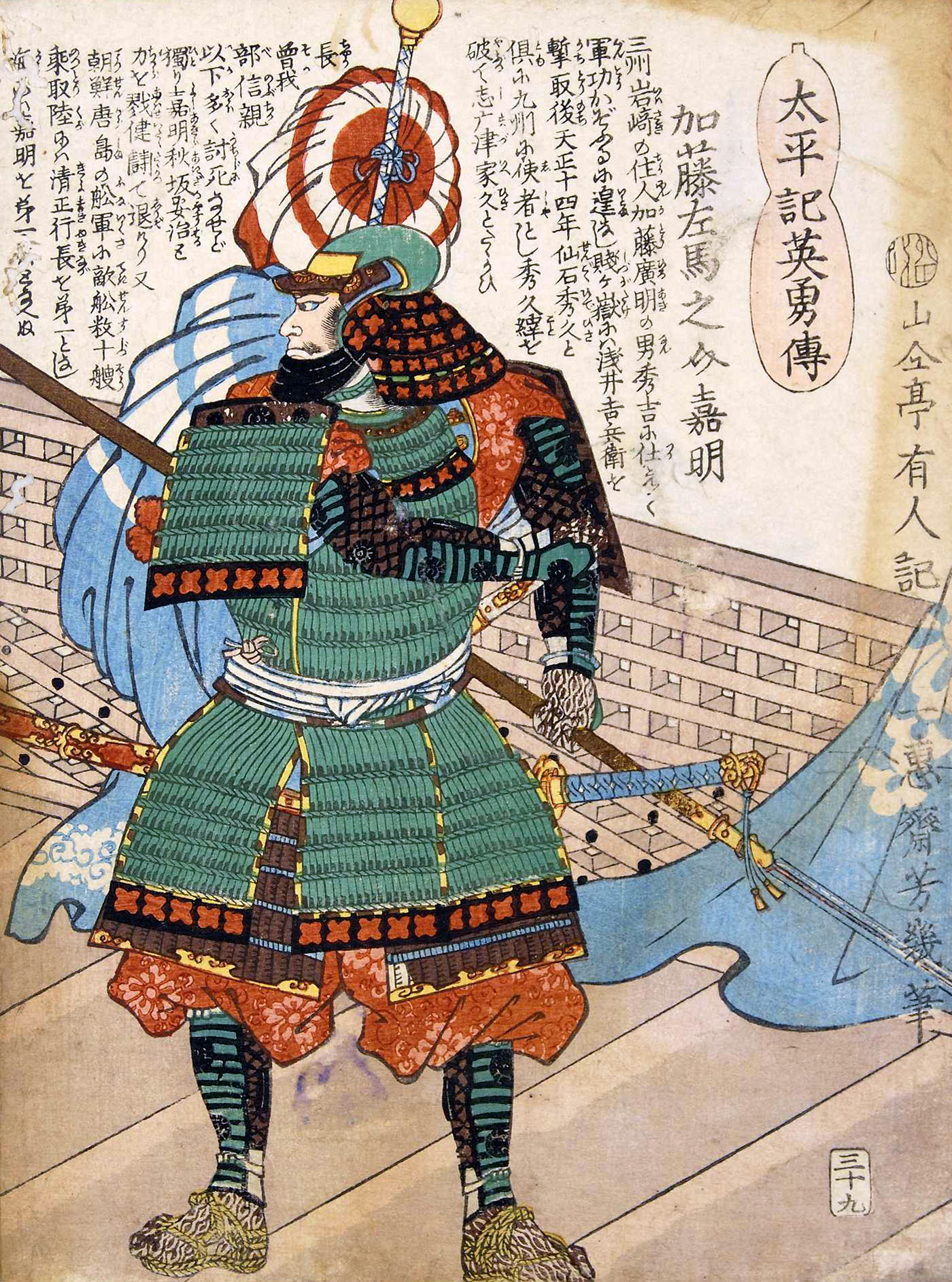
加藤左馬助嘉明、淡路水軍を率いて日本水軍の副将格として各地で力戦した。（落合芳幾作『太平記英勇伝三十九』）

### 武略
『土佐物語』巻第十七に記された逸話として、朝鮮出兵時、少数の船で攻め出ようとした際、諸将に異議が多く、同調を得られなかったため、甥の加藤権七と共に密かに手船20艘ばかりで向かうも、朝鮮方の番船に気づかれ、多数の船に包囲され、弓を放たれ、死傷者多数の事態となり、嘉明自身、矢を二、三射立てられる。熊手で引き寄せようとするも失敗したため、郎等に対し、「我を敵船に投げ入れろ」と言い、やっと番船に家臣の塙団右衛門共々乗り込み、3艘を乗っ取ることに成功したと記される。
関ヶ原の前哨戦である岐阜城攻防戦では、井伊直政が「岐阜城など一気に総攻めにして抜くべき」と述べたのに対して「岐阜城は堅固な城。一気に抜くことなど不可能で、精々根小屋を焼き払えるくらいだ」と述べて反対した。このため作戦をめぐって口論となり、刀に手をかけるまでになったが、諸将が抑えてその場は落着した。だが嘉明は「敵は守りを充分に固めておらず一気に抜くことができる」と戦場を見て冷静に分析した。そして攻め寄せた池田輝政と福島正則によって、東軍はほとんど兵を損なわずに岐阜城を陥落せしめ、諸将は嘉明の作戦能力を賞賛したという（真田増誉の『明良洪範』）。

### 政治
河川改修による治水工事、築城や城下町の建設などにも力量を発揮した。愛媛県においては、現在でも松山城築城の評価は高く、嘉明の騎馬に乗った銅像が建立されている。

### 家臣に対する対応
嘉明の家中では槍の柄は、長短いずれであっても可とされたが、槍穂の長さは4寸（約12センチ）と定められていた。つまり短すぎると、甲冑・具足を貫くことができても身体にまで届かぬことがあるため「己を慎む者に失敗は無い。何事にも馴れたつもりで功者ぶる者は必ず仕損ずる者である」と嘉明は常に言っていたという。加藤家は平素からの躾を大切にすることが、一旦急の場合でもまごつかず失敗せぬものとされていた（山鹿素行の『武家事紀』）。
寛大な一面もあった。嘉明は南蛮渡来の焼物を多く持っており、その中に虫喰南蛮という小皿10枚の秘蔵の逸品があった。ある日、客を饗応する準備の最中に、嘉明の近習が誤って1枚を割ってしまった。それを聞いた嘉明は、近習を叱るどころか、残り9枚の小皿をことごとく打ち砕いた。そして言うには「9枚残りあるうちは、1枚誰が粗相したかといつまでも士の名を残す。家人は我が四肢であり、如何に逸品であろうとも家来には代えられぬ。およそ着物・草木・鳥類を愛でる者はそのためにかえって家人を失う。主たる者の心得るべきことである」と述べている（真田増誉の『明良洪範』）。
あるとき、小姓らが主君の不在をよいことに、囲炉裏端で火箸を火の中で焼いて遊んでいた。そこに嘉明がやってきたので、小姓らは慌てて火箸を灰の中に取り落とした。それを見て嘉明は、素手で囲炉裏に落ちていた火箸を拾い、顔色一つ変えず静かに灰の中に突き立てたという（真田増誉の『明良洪範』）。ただし、島津義弘にも同様の逸話があるため、義弘にあやかった後世の創作である可能性もある（逆に島津側が嘉明の逸話を参考にした可能性も考えられる）。

## 系譜
父母
- 加藤教明
- 川村氏

兄弟
- 加藤忠明
- 加藤嘉政

妻子
- 正室：堀部市右衛門の娘
  - 長女：星覚院 - 松下重綱室
  - 次女：池田長政室、のち日野光慶室
  - 長男：加藤明成
  - 次男：加藤明信
  - 三男：加藤明利

## 家臣
- 佃十成
- 足立重信
- 石川隆次
- 藪与左衛門
- 塙団右衛門
- 黒田九兵衛直次

## 関連作品
小説
- 徳永真一郎「加藤左馬助嘉明」（『賤ヶ岳七本槍』収録、PHP文庫）
- 南条範夫「口惜しや忰の愚昧－加藤左馬助嘉明」（『おのれ筑前、我敗れたり』収録、文春文庫）
- 近衛龍春「加藤嘉明 「賤ヶ岳七本鑓」知られざる勇将」（PHP文庫）
- 今村翔吾『証を残す日々』（「戦国武将伝 西日本編」収録、PHP研究所）

映画
- 『山内一豊の妻』（1939年、演：葛木香一）
- 『あばれ大名』（1959年、演：山形勲）
- 『あらくれ大名』（1960年、演：関根英二郎）
- 『バトル・オーシャン 海上決戦』（年、演：キム・ガンイル）
- 『関ヶ原』（2017年、演：西原誠吾）
- 『ハンサン -龍の出現-』（2022年、演：キム・ソンギュン）

テレビドラマ
- 『おんな太閤記』（1981年、NHK大河ドラマ、演：島村卓志）
- 『関ヶ原』（1981年、TBS、演：石橋雅史）
- 『真田太平記』（1985年、NHK新大型時代劇、演：大友龍三郎）
- 『葵 徳川三代』（2000年、NHK大河ドラマ、演：早坂直家）
- 『利家とまつ〜加賀百万石物語〜』（2002年、NHK大河ドラマ、演：浪花勇二）
- 『功名が辻』（2006年、NHK大河ドラマ、演：佐藤拓之）
- 『寧々〜おんな太閤記』（2009年、テレビ東京新春ワイド時代劇、演：杉山聡）